# Filip el Tetrarca
Herodes Filip II o Filip el Tetrarca, va ser fill d'Herodes el Gran i de Cleòpatra de Jerusalem, i germanastre entre d'altres d'Herodes Antipes i d'Arquelau. Va regnar amb el títol de tetrarca de l'any 4 aC al 34.
El seu pare li va deixar per testament el nord-est del seu regne, la Traconítida, Gaulanitis i Batanea (Iturea). Es va casar amb la seva neboda Salome III filla d'Herodes Filip I i d'Heròdies. Va restaurar la ciutat de Paneas, rebatejada Cesarea (coneguda per Cesarea Filipa per distingir-la de la Cesarea de la costa que va ser la seu del govern romà de Palestina). Va embellir notablement Betsaida que va rebatejar amb el nom de Julias, i on va ser enterrat.
Va morir sense fills l'any 34, i el territori es va incorporar a la província romana de Síria, fins que va pujar al tron Calígula, que les va donar al seu amic Herodes Agripa I l'any 38.